# Anglo-American Cataloguing Rules

Cover der 2. Auflage

Die Anglo-American Cataloguing Rules (AACR; deutsch Anglo-Amerikanische Katalogisierungsregeln) sind ein bibliothekarisches Regelwerk, das erstmals 1967 verabschiedet wurde. Die zweite Ausgabe (AACR2) stammt aus dem Jahr 1978, die jüngste Revision erfolgte 2002 (AACR2r). AACR2 war das weltweit am weitesten verbreitete Regelwerk und wurde von über 30 Ländern uneingeschränkt übernommen. Herausgeber der AACR sind die American Library Association, die Canadian Library Association und das Chartered Institute of Library and Information Professionals.
Das deutsche Pendant sind die seit den 1970er-Jahren verwendeten Regeln für die alphabetische Katalogisierung (RAK). In Deutschland gab es heftige Diskussionen darüber, ob von RAK zu AACR gewechselt werden sollte. Unter der Bezeichnung „Resource Description and Access“ (RDA) wurde 2010 ein Nachfolger eingeführt, in dem unter anderem die Functional Requirements for Bibliographic Records (FRBR) stärker berücksichtigt werden sollen.